# قله ولادیمیر پوتین
قله ولادیمیر پوتین (قرقیزی: Владимир Путин атындагы чоку) کوهی از رشته کوه تیان شان در قرقیزستان است. موقعیت این کوه در استان چوی می‌باشد. این کوه در سال ۲۰۱۱ بعد از انتخاب دومین رئیس‌جمهور روسیه ولادیمیر پوتین به نام وی نامگذاری شد.